# Ziermauer (Inveraray, Front Street West)

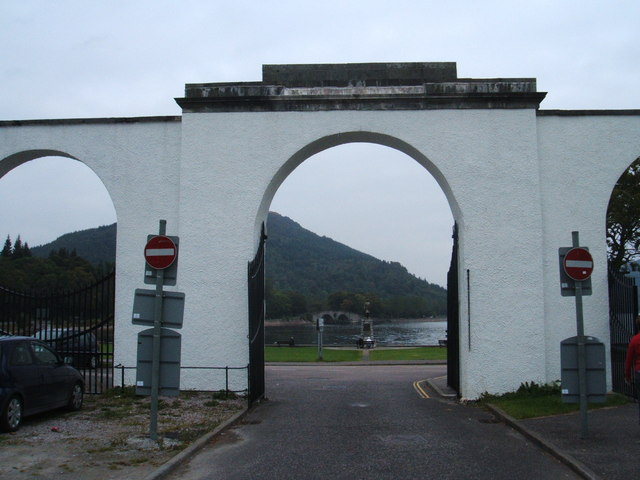
Ziermauer in Inveraray in Blickrichtung Norden

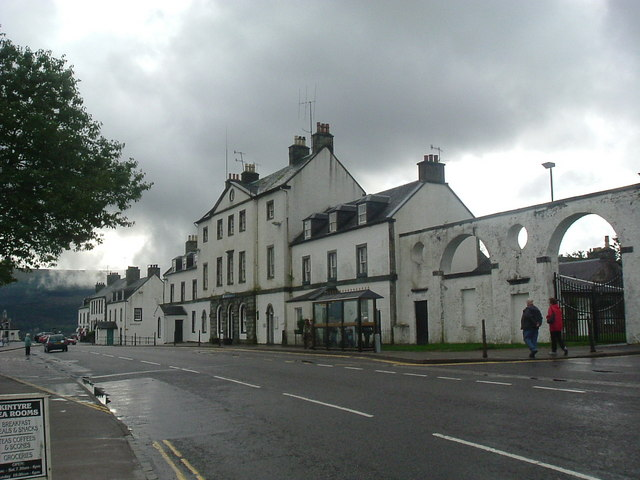
Die beiden östlichen Bögen und Ivy House

Die Ziermauer von Inveraray ist eine Bogenmauer in der schottischen Stadt Inveraray. Sie liegt am Kopf der Straße The Ave nahe dem Ufer von Loch Fyne direkt an der A83, die den Süden der Region Argyll and Bute bis zur Halbinsel Kintyre an den Central Belt anschließt. Die Mauer überspannt den Raum zwischen Ivy House im Osten und dem Hotel Argyll Arms Hotel im Westen. Ein weiterer Torbogen befindet sich westlich des Hotels an der Durchfahrt der A819. 1966 wurde die Ziermauer in die schottischen Denkmallisten in der höchsten Kategorie A aufgenommen. Wie bei zahlreichen Bauwerken der Planstadt Inveraray war der Architekt Robert Mylne für die Planung verantwortlich. Der Bau wurde im Jahr 1788 abgeschlossen.

## Beschreibung
Die Mauer beschreibt fünf gleichförmige Segmentbögen. Der zentrale Bogen ist hierbei etwas abgesetzt und mit einfachem Quadermauerwerk bekrönt. Beiderseits sind blinde Ochsenaugen symmetrisch angeordnet. Weitere vier offene Ochsenaugen befinden sich zwischen den weiteren Bögen und in der Verbindungsmauer zu den umliegenden Häusern. Die mittleren drei Bögen sind mit zweiflügligen Toren verschließbar. Zwischen Ivy House und dem ersten Bogen sowie zwischen dem zweiten und dritten und vierten und fünften Bogen sind Durchgänge vorhanden. Der erste ist mit einer Tür des Ivy House verschlossen, das den ersten Torbogen verdeckt. Der zweite Durchgang ist heute durch eine Mauer verschlossen, während der dritte durch ein Tor verschlossen werden kann. Wie der östlichste Bogen durch das Ivy House verdeckt wird, ist der westlichste durch das Argyll Arms Hotel blockiert. Die Ziermauer schließt mit einem einfachen Zierband ab. Sie ist in der traditionellen Harling-Technik verputzt. Die Straße The Ave verläuft durch den zentralen Bogen.